# Oxalato
Os oxalatos  (C2O4)2-, são sais ou ésteres do ácido oxálico. Os sais tem em comum o ânion -OOCCOO-, os ésteres  a estrutura  R-OOCCOOR'.
Os oxalatos se formam por neutralização do  ácido oxálico com a base correspondente ou por intercâmbio do cátion. Deste modo pode se obter o oxalato de potássio a partir do  ácido oxálico e do  hidróxido de potássio.
HOOCCOOH  +  2  KOH  ->   KOOCCOOK  +  2  H2O
Os  ésteres  do  ácido oxálico podem ser obtidos a partir das reações clássicas de esterificação a partir do ácido ou do cloreto de oxalila.
Os principais oxalatos são:
Oxalato de cálcio
Oxalato de ferro